# Кетиль Плосконосый
Кетиль Плосконосый (др.-сканд. Ketill flatnefr Bjarnarson) — норвежский король Мэна и Островов в IX веке, упоминающийся в родословных многих персонажей «родовых саг».

## Биография
Сохранилось только одно упоминание Кетиля Плосконосого в современном ему источнике — запись в «Анналах Ульстера». История Кетиля и его дочери Ауд Мудрой была впервые записана в «Книге о заселении Исландии» Ари Мудрым. Тот родился вскоре после смерти своей прабабки Гудрун дочери Освивра, муж которой, Торкель сын Эйольва, был прямым потомком Кетиля. Таким образом, биография последнего была для Ари частью семейной истории. Позже Кетиль Плосконосый упоминается в «Саге о людях из Лососьей Долины», «Саге о Ньяле», «Саге об Эйрике Рыжем».
Саги называют Кетиля сыном Бьёрна Бычья Кость, херсиром в Норвегии. Согласно «Саге о людях из Лососьей Долины», он жил «в Раумсдале, в Раумсдёлафюльке, что расположен между Суннмёри и Нордмёри». Его дальнейшая судьба была связана с Оркнейскими и Шетлендскими островами. Согласно «Книге о заселении Исландии», Кетиль возглавил поход флота Харальда Прекрасноволосого на викингов, обосновавшихся в этом регионе, а разбив их, начал править на островах как самостоятельный правитель. Узнав об этом, Харальд конфисковал владения Кетиля в Норвегии, а сыновья последнего были вынуждены отправиться в Исландию. Согласно другой версии, Кетиль бежал из Норвегии на Британские острова из-за усиления власти конунга Харальда после битвы при Хаврсфьорде, а его сыновья предпочли поселиться в Исландии.

## Семья
Кетиль Плосконосый был женат на Ингвильд, дочери Кетиля Барана. У них было пятеро детей:
- Бьёрн с Востока[англ.];
- Хельги Бьолан;
- Торунн Рогатая, жена Хельги Тощего;
- Ауд Мудрая, жена Олава Белого;
- Йорунн Мальвитсбрекка, мать Кетиля Рыбака[4].